# Assencières
Assencières é uma comuna francesa na região administrativa de Grande Leste, no departamento de Aube. Estende-se por uma área de 7,39 km².